# Secamone pinnata
Secamone pinnata är en oleanderväxtart. Secamone pinnata ingår i släktet Secamone och familjen oleanderväxter.

## Underarter
Arten delas in i följande underarter:
- S. p. pinnata
- S. p. septentrionalis